# Ekskogen, Älgeby och Långsjötorp

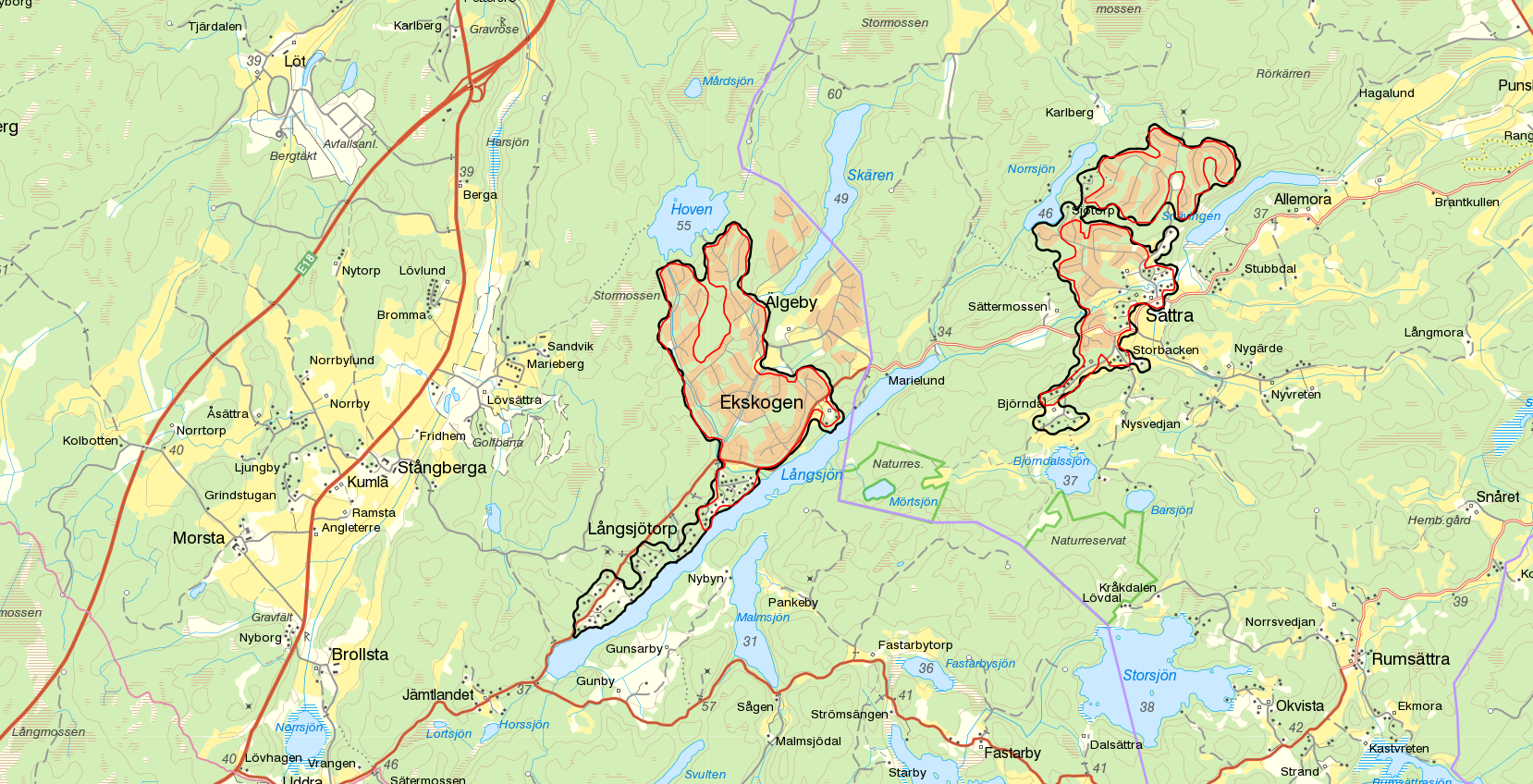
Tätortens gränser 2015 i svart och småortens gränser 2010 i rött.

Ekskogen Älgeby och Långsjötorp är sedan 2015 en av SCB avgränsad och namnsatt tätort i Össeby-Garns socken i östra delen av Vallentuna kommun. Bebyggelsen omfattade redan före 2015 mer än 200 invånare, men på den tiden tilläts inte tätorter ha mer än 30 procent fritidshus, varför den både år 2005 och 2010 räknades som småort med namnet Ekskogen.
Bebyggelsen ligger vid västra stranden av Långsjön och söder om sjöarna Hoven och Skären cirka 2 mil nordöst om Vallentuna. 

## Befolkningsutveckling
| Befolkningsutvecklingen i Ekskogen/Ekskogen Älgeby och Långsjötorp 1990–2020 | Befolkningsutvecklingen i Ekskogen/Ekskogen Älgeby och Långsjötorp 1990–2020 | Befolkningsutvecklingen i Ekskogen/Ekskogen Älgeby och Långsjötorp 1990–2020 | Befolkningsutvecklingen i Ekskogen/Ekskogen Älgeby och Långsjötorp 1990–2020 | Befolkningsutvecklingen i Ekskogen/Ekskogen Älgeby och Långsjötorp 1990–2020 |
| --- | ---------------------------------------------------------------------------- | ---------------------------------------------------------------------------- | ---------------------------------------------------------------------------- | ---------------------------------------------------------------------------- |
| |                                                                              |                                                                              |                                                                              |                                                                              |
| År |                                                                              |                                                                              | Folkmängd                                                                    | Areal (ha)                                                                   |
| 1990 | 1990                                                                         |                                                                              | 90                                                                           | 156##                                                                        |
| 1995 | 1995                                                                         |                                                                              | 111                                                                          | 156#                                                                         |
| 2000 | 2000                                                                         |                                                                              | 187                                                                          | 156#                                                                         |
| 2005 | 2005                                                                         |                                                                              | 205                                                                          | 155#                                                                         |
| 2010 | 2010                                                                         |                                                                              | 214                                                                          | 156#                                                                         |
| 2015 | 2015                                                                         |                                                                              | 333                                                                          | 215                                                                          |
| 2020 | 2020                                                                         |                                                                              | 347                                                                          | 215                                                                          |
| Anm.: Ny småort 1995. 1995-2005 benämnd Ekskogen. Tätort från 2015 då även benämnd Ekskogen och Långsjötorp. # Som småort. ## Befolkningen 31 december 1990 inom det område som avgränsades som småort 1995. |                                                                              |                                                                              |                                                                              |                                                                              |